# Agència Igualada
L'Agència Igualadina, és un edifici modernista del municipi d'Igualada (Anoia) protegit com a bé cultural d'interès local, i situat al número 13 de la Rambla Sant Isidre.

## Descripció
La façana de l'Agència Igualadina és d'estil modernista. En la façana hi trobem els elements propis de les arts decoratives del Modernisme català; com són: la rajola, l'esgrafiat, els ferros decorats, maó vist, etc. Tots aquests elements tenen en comú la decoració floral pròpia de l'estil a què pertany. Aquests elements modernistes que hi veiem són part d'una reforma de la façana que es portà a terme l'any 1903. Per això l'estil d'aquest ve remarcat més pels elements decoratius que pels estructurals. S'insereix doncs aquest edifici en el corrent decorativista del Modernisme.
La façana va ser arranjada a finals de l'any 2018.

## Història
La història de l'Agència Igualadina està lligada en els seus orígens a l'hostal d'en Rovira, ja que l'any 1828 sortien des d'aquí les diligències que arribaven a Barcelona. El ferrocarril de Barcelona a Martorell escurçà la meitat del camí a les diligències, reduint el trajecte des d'Igualada a Martorell. Amb l'arribada del Tren Central l'any 1895, la diligència perd tot el seu sentit, però adquireix importància el servei de transports, rama a la qual es dedicà a partir de 1909, quan se'n feu càrrec Francesc Ollé. Promotor de l'obra : Francesc Ollé Malet.